# 艾盖尔福尔莫什
艾盖尔福尔莫什，是匈牙利赫维什州所辖的一个村。总面积23.80平方公里，总人口718，人口密度30.2人/平方公里（2011年1月1日）。